# دیوید رزنیک
 دیوید رزنیک (عبری: דוד רזניק‎؛ ۵ اوت ۱۹۲۴ – ۴ نوامبر ۲۰۱۲) یک معمار اهل برزیل بود.
وی همچنین برنده جوایزی همچون جایزه اسرائیل شده است.